# Allocapnia illinoensis
Allocapnia illinoensis är en bäcksländeart som beskrevs av Theodore Henry Frison 1935. Allocapnia illinoensis ingår i släktet Allocapnia och familjen småbäcksländor. Inga underarter finns listade i Catalogue of Life.